# 3 000 mètres steeple masculin aux Jeux olympiques d'été de 1992
Pour un article plus général, voir Athlétisme aux Jeux olympiques d'été de 1992.
Navigation
Séoul 1988 Atlanta 1996
L'épreuve du 3 000 mètres steeple masculin aux Jeux olympiques de 1992 s'est déroulée du 3 au 7 août 1992 au Stade olympique de Montjuic de Barcelone, en Espagne.  Elle est remportée par le Kényan Matthew Birir devant ses compatriotes Patrick Sang et William Mutwol.

## Résultats

### Finale
| Rang               | Athlète                  | Pays        | Temps         |
| ------------------ | ------------------------ | ----------- | ------------- |
| Médaille d'or      | Matthew Birir            | Kenya       | 8 min 08 s 84 |
| Médaille d'argent  | Patrick Sang             | Kenya       | 8 min 09 s 55 |
| Médaille de bronze | William Mutwol           | Kenya       | 8 min 10 s 74 |
| 4                  | Alessandro Lambruschini  | Italie      | 8 min 15 s 52 |
| 5                  | Steffen Brand            | Allemagne   | 8 min 16 s 60 |
| 6                  | Tom Hanlon               | Royaume-Uni | 8 min 18 s 14 |
| 7                  | Brian Diemer             | États-Unis  | 8 min 18 s 77 |
| 8                  | Azzedine Brahmi          | Algérie     | 8 min 20 s 71 |
| 9                  | William Van Dijck        | Belgique    | 8 min 22 s 51 |
| 10                 | Elarbi Khattabi          | Maroc       | 8 min 23 s 82 |
| 11                 | Clodoaldo Lopes do Carmo | Brésil      | 8 min 25 s 92 |
| 12                 | Ricardo Vera             | Uruguay     | 8 min 26 s 35 |

## Légende
Records et Performances
- AR : Record continental (area record)
- CR : Record des championnats (championship record)
- MR : Record du meeting (meet record)
- NR : Record national (national record)
- OR : Record olympique (olympic record)
- PR : Record paralympique (paralympic record)
- PB : Record personnel (personal best)
- SB : Meilleure performance personnelle de la saison (season's best)
- WL : Meilleure performance mondiale de l'année (world leader)
- WJR : Record du monde junior (world junior record)
- WR : Record du monde (world record)

Circonstances et Conditions
- DNF : N'a pas terminé (did not finish)
- DNS : N'a pas pris le départ (did not start)
- DQ : Disqualification (disqualification)
- NM : Aucun essai valable enregistré (No Mark)
- Q : Qualifié « directement » au prochain tour (ou à la prochaine compétition), lors d'une compétition majeure, grâce au classement ou à la réalisation des minima (automatic qualifier)
- q : Qualifié au prochain tour (ou à la prochaine compétition), lors d'une compétition majeure, grâce au repêchage ou à la réalisation de l'une des meilleures performances parmi celles des « non qualifiés directement » (grâce au meilleur temps ou à la meilleure distance par exemple) (secondary qualifier)